# Babatunde Olatunji
Michael Babatunde Olatunji detto Baba (Ajido, 7 aprile 1927 – 6 aprile 2003) è stato un percussionista e musicista nigeriano, noto per aver portato negli Stati Uniti d'America la musica tradizionale nigeriana e per aver registrato, fra l'altro, il primo album di musica africana in stereofonia.
Premio Grammy Award nel 1991, è noto anche per essere l'autore del brano Jingo-Lo-Ba, pezzo ripreso in seguito da Carlos Santana e suonato al Festival di Woodstock.

## Biografia
Baba Olatunji è nato e cresciuto, nel 1927, ad Ajido, piccolo villaggio della Nigeria a circa 50 km da Lagos ed è morto il 6 aprile 2003, all'età di 75 anni, poco prima del suo 76º compleanno.
La vita e le abitudini nel luogo dov'è cresciuto, piccolo centro di pesca e commercio, scandite dai suoi suoni di tamburo che riecheggiavano durante le notti, hanno caratterizzato profondamente la sua crescita.
Lo zio Tanyin portava Olatunji bambino ad assistere ai percussionisti che costruivano i tamburi con legno e pelli di capra. Ovunque le percussioni pervadevano la vita della sua gente.
Il ritmo della sua infanzia divenne, in seguito, la linfa vitale della sua età adulta che lo spinse a viaggiare nel mondo ed a diffondere la musica della sua religione tradizionale, lo Yoruban.
Nei tardi anni '40, ancora in Africa, Olatunji apprese in merito al Rotary International Foundation e alla sua iniziativa di offrire accesso alla scolarizzazione ai giovani provenienti da nazioni afflitte dalla guerra.
Entro il 1950, Olatunji e suo cugino furono entrambi selezionati ed avviati presso un corso di studi negli U.S.A. per frequentare il Morehouse College di Atlanta.
Nel 1954, dopo essersi laureato in scienze politiche, si trasferisce a New York per frequentare un corso post laurea entro il programma della pubblica amministrazione presso la New York University. Nonostante la sua educazione americana, iniziò a maturare una prospettiva personale sulle divisioni culturali tra la popolazione bianca e quella nera. Presto prese coscienza di come la musica, ed in particolare le percussioni, avessero la capacità di infrangere tali radicate divisioni. Tale presa di coscienza lo motivarono ad iniziare a suonare i ritmi dei suoi avi Yoruba.
Per finanziarsi, iniziò a suonare con un piccolo complesso di musica da ballo. Riconoscendo le influenze dei poliritmi africani nella musica jazz, alcuni dei primi ammiratori di Olatunji furono i grandi musicisti jazz del periodo: John Coltrane, Yusef Lateef, Clark Terry, George Duvivier, Count Basie, Duke Ellington, Quincy Jones, Taj Mahal, Pete Seeger, Bill Lee, Alvin Ailey e John Hammond che produsse il primo album di Baba. Persino Martin Luther King (anch'egli laureatosi alla Morehouse) invitò Olatunji a recarsi in tour con lui.
Nel 1957 il produttore della Columbia Records, John Hammond, ascoltò Baba mentre suonava alla Radio City Music Hall con un organico di 66 elementi: ne rimase impressionato a tal punto che questo incontro occasionale portò alla registrazione del disco Drums of Passion, pubblicato nel 1959. Il primo album di Olatunji non aveva precedenti diventando in breve un album venduto in tutto il mondo. Fu il primo album di musica africana per un pubblico occidentale e vendette oltre 5 milioni di copie.
Nel 1964 Olatunji partecipò al padiglione africano della New York World Fair: in tale circostanza ebbe la possibilità di guadagnare abbastanza denaro per fondare il centro di formazione Olatunji Center for African Culture (OCAC), con sede ad Harlem, struttura presso la quale furono organizzati corsi di musica africana, danza, lingua, folklore e storia. Alcuni allievi di Baba erano Gordy Ryan, Leon Mobley, Arthur Hull, Yao Tamakloe, Anindo Abukusta, tutti musicisti che inoltre suonarono insieme a lui e che tutt'oggi proseguono la missione di diffondere l'amore per le percussioni in tutto il mondo.
I progressi di apprendimento degli studenti e di formazione degli insegnanti dell'Olatuni's OCAC è stato ampiamente supportato dal National Endowment of the Arts: in tale ambito è maturata una serie di sessioni itineranti tenutesi presso varie scuole e centri di formazione nell'area di New York e limitrofe. Questo periodo fu occasione di incontro tra Olatunji e Mickey Hart, frequentatore, quest'ultimo, di uno dei corsi di cultura africana tenuti da Baba.
Olatunji, durante le spiegazioni, era solito far suonare le percussioni ai suoi studenti. Egli riconobbe immediatamente il talento di Hart.
L'impatto che ha avuto Baba sulla cultura delle percussioni, in tutto il mondo, non ha precedenti: per oltre 15 anni è stato membro dell'Esalen Institute in Big Sur, in California, e dell'Omega Institute in Rhinebeck, presso New York.
Ha suonato con Mickey Hart, Airto Moreira e Carlos Santana.
Sia durante i concerti dal vivo che negli studi di registrazione, Olatunji si è sempre rivolto verso sonorità piene e possenti, spesso impiegando 20 e più cantanti, percussionisti e danzatori. Le sue due pubblicazioni per la Rykodisc, prodotte da Mickey Hart (Drums of Passion: The Beat del 1989 e Drums of Passion: The Invocation del 1988) sono testimonianze del suo intento sperimentale, della sua volontà di trovare un comune denominatore con i musicisti statunitensi, della sua dedizione e devozione alle antiche tradizioni africane.
Nel 1991, insieme ad Hart, ha formato Planet Drum, un gruppo che ha girato gli U.S.A. e, in seguito, ha inciso l'album vincitore del Grammy Award. Il suo brano Jingo Lo Ba è stato inciso anche da Carlos Santana.
Baba ha anche scritto partiture per spettacoli rappresentati al teatro Broadway e per Hollywood, incluso il film She's Gotta Have It di Spike Lee.
Nel 1997 la Chesky Records pubblica Love Drum Talk, candidato al Grammy nel 1998 come miglior album di world music.
Baba è stato il più importante esponente della cultura africana e delle percussioni negli U.S.A. ed il suo contributo a rendere conosciuta tale cultura è stato inestimabile. Ha creato il famoso metodo Gun-Dun, Go-Do, Pa-Ta per l'apprendimento delle percussioni: tali sillabe onomatopeiche sono di notevole aiuto per la memorizzazione dei suoni prodotti sulla maggior parte delle percussioni a mano: Gun Dun rappresenta le note basse suonate con le mani; Go-Do indica i toni aperti e Pa-Ta, infine, gli schiocchi ritmici.
Metodo semplice, quanto intuitivo e rivoluzionario, è stato fondamentale per molti studenti occidentali.
Baba, inoltre, ha reso famoso il ritmo popolare del Fanga, canzone di accoglienza proveniente dalla tradizione della Liberia, alla quale Olatunji ha aggiunto le parole. I suoi studenti, con tale brano, festeggiavano l'ingresso di Baba in classe.
Nei pochi anni precedenti la sua scomparsa, Baba si è stabilito all'Esalen Institute, in California, dove ha proseguito a insegnare convivendo, al tempo stesso, con i problemi causati dal diabete.
Baba ha viaggiato in tutto il mondo per quasi mezzo secolo, tenendo conferenze, seminari, lezioni e diffondendo il suo amore per le percussioni, per la musica, per la cultura africana ed ispirando generazioni di musicisti, molti dei quali hanno dedicato la loro carriera alla musica africana e che, a loro volta, portano avanti il messaggio di Baba trasmettendolo ai rispettivi studenti.

## Discografia
- 1960 - Drums of Passion - Columbia Records
- 1961 - Zungo! Afro Percussion - Columbia Records
- 1962 - Flaming Drums - Columbia Records
- 1963 - Highlife - Columbia Records
- 1966 - More drums of passion - Columbia Records
- 1988 - Drums of Passion: The Invocation - Rykodisc
- 1989 - Drums of Passion: The Beat - Rykodisc
- 1991 - Planet Drum - Rykodisc
- 1992 - Healing Rhythms, Songs and Chants - Drums of Passion Production
- 1993 - Drums of Passion: Celebrate Freedom, Justice and Peace - Drums of Passion Production
- 1997 - Love Drum Talk - Chesky Records Inc.
- 2002 - Drums of Passion - riedizione Sony